# پالوگاما
پالوگاما (به لاتین: Palugama) یک منطقهٔ مسکونی در سری‌لانکا است که در استان مرکزی (سری‌لانکا) واقع شده‌است.